# 小門勝二
小門 勝二（おかど かつじ、1913年7月15日 - 1977年2月13日）は、日本の随筆家。東京出身。本名は小山勝治。新聞学院卒。
毎日新聞学芸部記者から文筆活動にはいる。永井荷風と親しく、個人雑誌『散人』を刊行、『散人―一名荷風歓楽』で1962年日本エッセイスト・クラブ賞受賞。

## 著書
- 東京世相かたろぐ 日本文化社 1946
- 探偵小説　乳房まんじ 日本文化社 1947
- 浅草の荷風散人 東都書房 1957
- 銀座の荷風散人 東都書房 1958
- 荷風耽蕩 有紀書房 1960
- 荷風踊子秘抄 有紀書房 1960
- 散人 一名荷風歓楽 河出書房新社 1962
- 荷風パリ地図  毎日新聞社 1964、旺文社文庫 1984
- 新ふらんす物語 講談社 1964
- 甍の波 河出書房新社 1965
- 荷風本秘話 図書新聞社 1966
- 続・パリ本秘蒐 私家版 1968
- パリの日本人（上・下） 私家版 1969
- 夜霧の娼婦 散人出版会・圭文社 1970 (散人叢書)
- 元荷風夫人 散人出版会・圭文社 1970 (散人叢書)
- ふらんす物語夜話 散人出版会・圭文社　1970 (散人叢書)
- 荷風二人妻奇談 散人出版会・圭文社 1970 (散人叢書)
- 荷風吉原細見 散人出版会・圭文社 1970 (散人叢書)
- 裸体交響曲 散人出版会・圭文社 1970 (散人叢書)
- 濹東の荷風散人 散人出版会・圭文社 1971 (散人叢書)
- 荷風パリの夜  散人出版会・圭文社 1971 (散人叢書)
- 永井荷風の生涯 冬樹社 1972、冬樹社ライブラリー 1990
- 濹東綺譚の物語 冬樹社 1973
- 荷風ふらんす漫談 冬樹社 1974